# Real Republicans Football Club (Sierra Leone)
Il Real Republicans Football Club è una società calcistica di Freetown, Sierra Leone. Milita nella Sierra Leone National First Division, la seconda serie del campionato nazionale.

## Storia
I Republicans sono una delle squadre più antiche della Sierra Leone. La squadra è tradizionalmente collegata alla polizia sierraleonese essendo nata nei quartieri in cui risiedevano molti poliziotti ed essendo stata a lungo sponsorizzata da Bambay Kamara, all'epoca Capo della Polizia.
I Republicans raggiunsero i maggiori successi nel corso degli anni Ottanta grazie alla vittoria di 3 titoli nazionali (1981, 1983 e 1984) e di una coppa della Sierra Leone (1986). Sul finire degli anni Novanta, a seguito della morte di Bambay Kamara, la squadra subisce un lento declino, che porta i Republicans a militare stabilmente in seconda divisione per oltre quindici anni, mancando sempre l'accesso alla Premier League.

## Palmarès
- 4 Campionati della Sierra Leone:

1981, 1983, 1984
- 1 FA Cup:

1986

## Competizioni internazionali
- CAF Champions League

1982 – Primo Turno
1984 – Primo Turno
1985 – Primo Turno
- Coppa delle Coppe d'Africa

1981 – Secondo Turno
1987 – Turno preliminare
1988 – Secondo Turno